# Camilla Boraghi
Camilla Boraghi (født 1992) er en dansk journalist, skuespiller og tv- og radiovært. Camilla Boraghi blev kendt som fast udsendt rapporter i DRs satireprogram Tæt på sandheden. I oktober 2023 blev hun den første kvindelige sportschef på Ekstra Bladet.
Hun har været vært på DR-podcasten Knaldromaner. og arbejdet som journalist og vært på "En Uafhængig Morgen" på radiostationen Den Uafhængige.
Derudover har hun haft mindre biroller i forskellige danske film og TV-produktioner.